# Rudolf Virchow
Rudolf Ludwig Karl Virchow, nemški zdravnik, antropolog, patolog, prazgodovinar, biolog in politik, * 13. oktober 1821, † 5. september 1902.
Najbolj je znan po prizadevanju za javno zdravje, zaradi česar velja za očeta moderne patologije in enega od utemeljiteljev družbene medicine.